# Snörlek

Snörlek

Snörlek är en lek som företrädesvis leks parvis eftersom leken ger större variation om fyra händer kan användas. Genom att använda ett ihopknutet snöre som lindas eller träs på fingrarna kan man via olika trädningar av snöret skapa mönster tillsammans. Vanliga mönster är vaggan, fisk på fat och hagen. Kompositionerna kan genomföras enligt en på förhand uppgjord berättelse. Snörleken är mycket gammal och är spridd över hela världen. En del av mönstergreppen har fått sina namn uppkallade av Navajo-indianerna i Nordamerika.